# Труро
Труро (англ. Truro [trʊəroʊ], корн. Truru) — адміністративний центр Корнуолла, найпівденніше місто Великої Британії, що має статус «сіті».

## Короткий опис
Розташований Труро в центрі півострова Корнуолл за 14 км від його південного узбережжя на місці злиття річок Кенуїн та Аллен, що утворюють річку Труро.
Населення міста, згідно з переписом 2001 року, становить 20 920 осіб.
Сьогодні Труро — важливий торговий центр Корнуолла, але, як і багато інших міст, тут спостерігається тенденція до зникнення багатьох відомих спеціалізованих магазинів.

## Історія
Відомо, що поселення на місці сучасного Труро існувало ще з часів норманів. Згідно з археологічними розкопками воно було засноване у XII столітті. На початок XIV-го століття Труро став важливим портом. Тут також стала процвітати рибна промисловість. Під час Громадянської війни у XVII столітті, Труро підняв значні сили, аби зборонити державу.
Місто Труро досягло зеніту свого розквіту впродовж XVIII і XIX століть. Промисловість розвивалася завдяки поліпшенню методів видобутку та підвищенню цін на олово. На початку XX-го століття на Труро позначилося падіння гірничодобувної промисловості, однак місто залишалося успішним та зберігало значення адміністративного та торгового центру Корнуолла.
Місто Труро пов'язане зокрема з однойменним відомим локомотивом, який 9 травня 1904 року встановив у Труро рекорд швидкості, розігнавшись до 100 миль на годину (160 км/год).
2009 року адміністративний центр графства Корнуолл було перенесено з міста Бодмін до Труро.

## Визначні місця
У місті безліч цікавих старих будівель, проте головною пам'яткою Труро вважається місцевий катедральний собор, висотою 76 м, що будувався близько 30 років (1880—1910). Його видно практично з будь-якої точки міста.
У місті також розташований найбільший у Корнуоллі музей — Королівський музей Корнуолла, тут також є театр «Голл фор Корнуолл» (Hall for Cornwall).

## Галерея

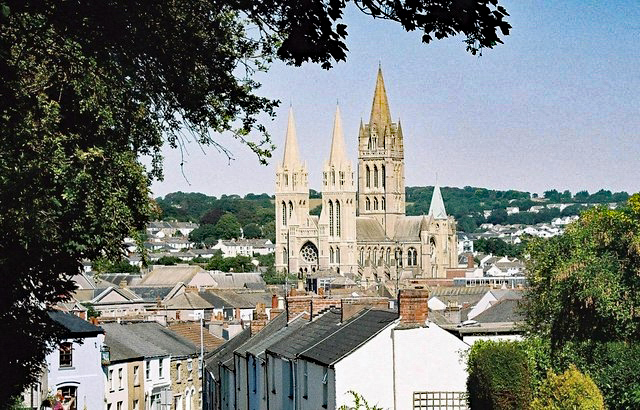
Собор у Труро
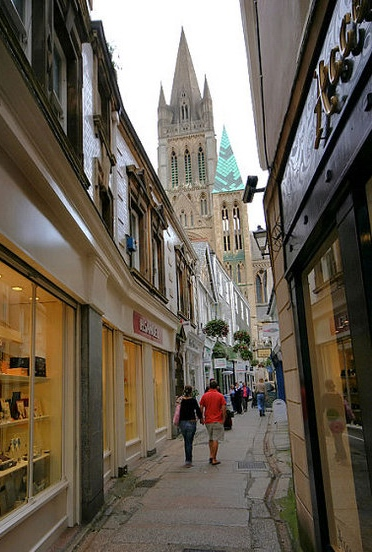
Соборна вулиця
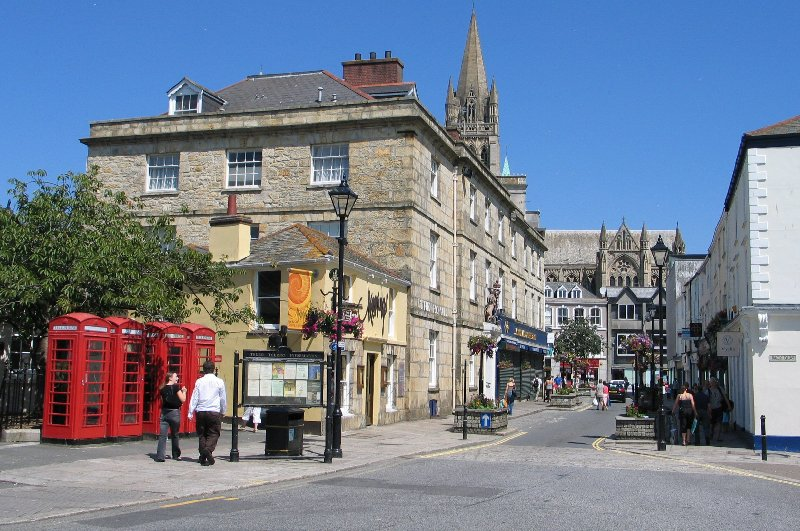
Лемон-стріт
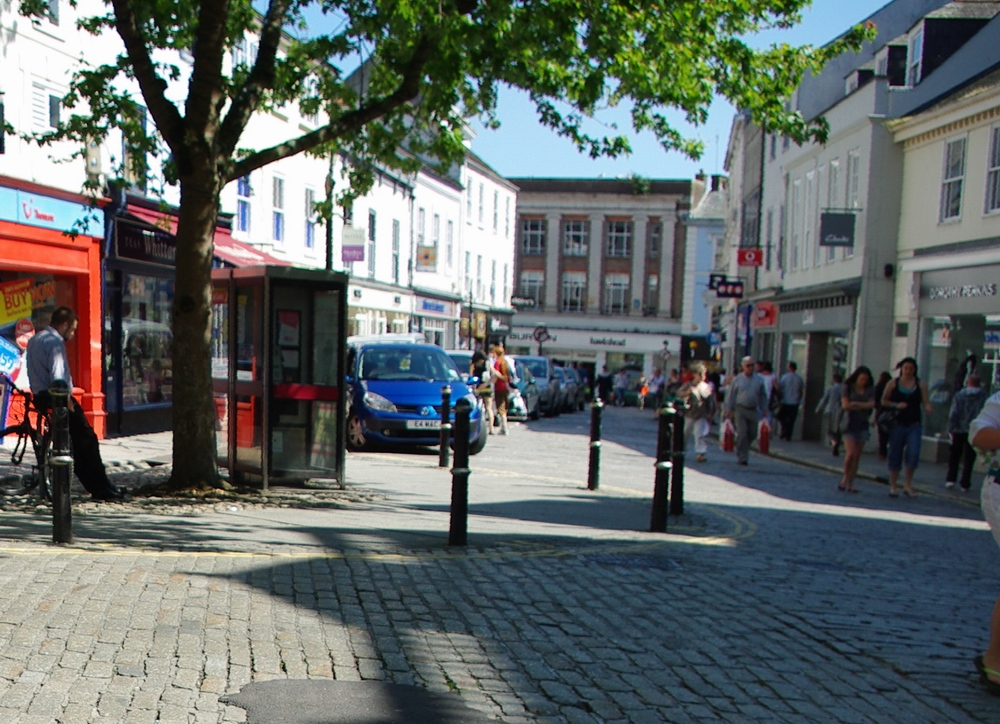
Королівська вулиця в Труро

## Міста-побратими
- Морлі, Бретань, Франція
- Бопард, Рейнланд-Пфальц, Німеччина